# Janet
A Janet az EG&G amerikai hadiipari beszállító által üzemeltetett utasszállítógép-flotta félhivatalosan elterjedt neve. A repülőgépekkel Las Vegasból ingáznak több nevadai katonai támaszponton dolgozók, többek között az 51-es körzetben dolgozók. Az 1990-es évek elejéig a Janet repülőgépei ezen túl gyakran repültek a burbanki repülőtérre, amely többek között a Lockheed katonai repülőgépgyártó központja is volt.
A társaság nevének eredete ismeretlen, a JANET hívójelet a mai napig használják. Egyes elméletek szerint a JANET a "Just Another Non-Existent Terminal" ("még egy nemlétező terminál") rövidítése. Ez arra utalhat, hogy az utasszállítók a Las Vegas-i repülőtéren nem az utasterminálokon, hanem a repülőtér északnyugati kerítésén belül található EG&G épületnél vesznek fel utasokat.
A Janet flottája hat darab, jól látható vörös csíkkal fehér színűre festett Boeing 737–600-ból, valamint öt, kevésbé feltűnően kék csíkkal festett, légcsavaros kisgépből áll. A flotta tulajdonosa az amerikai védelmi minisztérium; korábbi gépei lízingcégek tulajdonában voltak. A közelmúltban eladott Boeing 737–200 modelleket a típus katonai változatából, a Boeing T–43A-ból építették át. Az újabb Boeingeket az Air China és a mára csődbe ment China Southwest Airlines kínai légitársaságoktól vásárolták.

## Célállomásai
Az alábbi repülőtereken gyakrabban megfordulnak a Janet repülőgépei:
- USA
  - Kalifornia
    - Edwards légitámaszpont
    - China Lake légitámaszpont

  - Nevada
    - 51-es körzet
    - Harry Reid nemzetközi repülőtér (bázisrepülőtér)
    - Tonopah lőtér repülőtere

## Flottája
| Típus                     | Lajstromjel | Gyári szám |
| ------------------------- | ----------- | ---------- |
| Boeing 737–66N            | N319BD      | 28649      |
| Boeing 737–66N            | N869HH      | 28650      |
| Boeing 737–66N            | N859WP      | 28652      |
| Boeing 737–66N            | N273RH      | 29890      |
| Boeing 737–66N            | N365SR      | 29891      |
| Boeing 737–66N            | N288DP      | 29892      |
| Beechcraft 1900C          | N20RA       | UB-42      |
| Beechcraft 1900C          | N623RA      | UC-163     |
| Beechcraft King Air B200C | N654BA      | BL-54      |
| Beechcraft King Air B200C | N661BA      | BL-61      |
| Beechcraft King Air B200C | N662BA      | BL-62      |

## Fordítás
- Ez a szócikk részben vagy egészben  a   Janet (airline) című angol Wikipédia-szócikk ezen változatának fordításán alapul.  Az eredeti cikk szerkesztőit annak laptörténete sorolja fel. Ez a jelzés csupán a megfogalmazás eredetét és a szerzői jogokat jelzi, nem szolgál a cikkben szereplő információk forrásmegjelöléseként.